# Backlash (WWE)
Backlash è un premium live event di wrestling organizzato annualmente dalla WWE.
La prima edizione dell'evento risale al 1999; da allora si sono tenuti 19 eventi con questo nome, l'ultima il 4 maggio 2024 a Décines-Charpieu, in Francia. Ad eccezione delle edizioni tenute dal 2016 al 2020, lo show si basa sulle ripercussioni di quanto avvenuto a WrestleMania, evento principale della federazione.

## Storia
Dal 1995 al 1999 la World Wrestling Federation aveva tenuto una serie di eventi in pay-per-view sotto il titolo di In Your House, che si tenevano nel periodo che intercorreva tra i cinque principali eventi ovvero Royal Rumble, WrestleMania, King of the Ring, SummerSlam e Survivor Series. Questi eventi terminarono nell'aprile 1999, quando la WWF li sostituì con pay-per-view mensili dai nomi permanenti. Come evento successivo a WrestleMania XV fu quindi organizzato Backlash: In Your House, tenuto il 25 aprile 1999 a Providence. I primi spot dell'evento riportavano ancora la dicitura In Your House, che però fu abbandonata nelle settimane che precedevano l'evento.
Un secondo Backlash fu organizzato l'anno successivo, successivamente a WrestleMania 2000, rendendo quindi l'evento un pay-per-view annuale della federazione. Eccezion fatta per l'edizione del 2005, tenutosi a maggio, l'evento si è sempre tenuto nel mese di aprile successivamente a WrestleMania.
Nel marzo 2002 la WWF introdusse la Brand Extension, con i lottatori che vennero divisi tra Raw e SmackDown, diventando esclusiva di uno dei due roster. Backlash 2002 fu il primo pay-per-view post-Brand Extension, ma ha ospitò wrestler provenienti da entrambi i roster., come avvenne anche nell'edizione 2003, mentre a partire dall'edizione 2004 divenne esclusivo di Raw, rimanendo tale fino all'edizione 2006. Nel 2007, dopo WrestleMania 23, la WWE abbandonò il concetto di pay-per-view esclusivi dei roster, e gli eventi dal 2007 al 2009 ospitavano lottatori da Raw, SmackDown e ECW (terzo brand della WWE attivo dal 2006).
A partire dal 2010 l'evento fu rimosso dalla programmazione WWE, venendo sostituito da Extreme Rules. Nel 2016 la WWE reintrodusse la divisione in roster (terminata nel 2011), riproponendo la formula dei pay-per-view esclusivi di uno show. Per questo motivo si rese necessario introdurre più eventi, e Backlash fu riportato in auge come esclusiva di SmackDown e tenuto nel settembre 2016, terminando la tradizione di essere il seguito di WrestleMania. L'edizione 2017, ancora una volta esclusiva di SmackDown, fu riportata nuovamente a maggio. L'edizione 2018 fu invece promossa inizialmente come esclusiva di Raw, ma dopo WrestleMania 34 la WWE abbandonò nuovamente l'idea dei ppv mono-brand e Backlash 2018 ospitò wrestler di entrambi i roster.
Inizialmente la federazione programmò un'edizione anche nel 2019, nel mese di giugno, ma fu successivamente cancellata e sostituita da Stomping Grounds. Backlash fu riproposto nuovamente nel 2020, nel mese di giugno; inizialmente avrebbe dovuto tenersi a Kansas City, ma a causa della pandemia di COVID-19 la WWE ha dovuto spostare tutti i suoi eventi al WWE Performance Center a Orlando, senza poter ammettere spettatori all'arena. A partire dall'agosto del 2020 la WWE spostò i suoi eventi al ThunderDome, prima nella stessa Orlando, poi a Saint Petersburg e infine a Tampa, dove si tenne WrestleMania Backlash 2021.
A partire da luglio 2021 gli eventi ripresero ad essere itineranti e con un pubblico, con WrestleMania Backlash 2022 che mantenne questo nome. La federazione tornò al nome originale per l'edizione 2023, che si tenne a San Juan, rendendolo il primo evento WWE a Porto Rico da New Year's Revolution 2005.
L'edizione 2024 fu annunciata per il 4 maggio 2024 a Décines-Charpieu, in Francia, renendolo il primo evento televisivo francese della federazione, cambiando la sua denominazione in Backlash France.

## Edizioni
|  | Evento esclusivo del roster di Raw       |
|  | Evento esclusivo del roster di SmackDown |

| Edizione        | Data              | Città            | Sede                    | Main event                                            |
| --------------- | ----------------- | ---------------- | ----------------------- | ----------------------------------------------------- |
| 1999 (Dettagli) | 25 aprile 1999    | Providence       | Providence Civic Center | The Rock vs. Steve Austin                             |
| 2000 (Dettagli) | 30 aprile 2000    | Washington       | MCI Center              | The Rock vs. Triple H                                 |
| 2001 (Dettagli) | 29 aprile 2001    | Rosemont         | Allstate Arena          | Kane e The Undertaker vs. Steve Austin e Triple H     |
| 2002 (Dettagli) | 21 aprile 2002    | Kansas City      | Kemper Arena            | Hulk Hogan vs. Triple H                               |
| 2003 (Dettagli) | 27 aprile 2003    | Worcester        | Worcester Centrum       | Goldberg vs. The Rock                                 |
| 2004 (Dettagli) | 18 aprile 2004    | Edmonton         | Rexall Place            | Chris Benoit vs. Shawn Michaels vs. Triple H          |
| 2005 (Dettagli) | 1º maggio 2005    | Manchester       | Verizon Wireless Arena  | Batista vs. Triple H                                  |
| 2006 (Dettagli) | 30 aprile 2006    | Lexington        | Rupp Arena              | Edge vs. John Cena vs. Triple H                       |
| 2007 (Dettagli) | 29 aprile 2007    | Atlanta          | Philips Arena           | Edge vs. John Cena vs. Randy Orton vs. Shawn Michaels |
| 2008 (Dettagli) | 27 aprile 2008    | Baltimora        | 1st Mariner Arena       | JBL vs. John Cena vs. Randy Orton vs. Triple H        |
| 2009 (Dettagli) | 26 aprile 2009    | Providence       | Dunkin' Donuts Center   | Edge vs. John Cena                                    |
| 2016 (Dettagli) | 11 settembre 2016 | Richmond         | Richmond Coliseum       | AJ Styles vs. Dean Ambrose                            |
| 2017 (Dettagli) | 21 maggio 2017    | Rosemont         | Allstate Arena          | Jinder Mahal vs. Randy Orton                          |
| 2018 (Dettagli) | 6 maggio 2018     | Newark           | Prudential Center       | Roman Reigns vs. Samoa Joe                            |
| 2020 (Dettagli  | 14 giugno 2020    | Orlando          | Performance Center      | Edge vs. Randy Orton                                  |
| 2021 (Dettagli) | 16 maggio 2021    | Tampa            | Yuengling Center        | Roman Reigns vs. Cesaro                               |
| 2022 (Dettagli) | 8 maggio 2022     | Providence       | Dunkin' Donuts Center   | Drew McIntyre e RK-Bro vs. Roman Reigns e The Usos    |
| 2023 (Dettagli) | 6 maggio 2023     | San Juan         | Coliseo de Puerto Rico  | Brock Lesnar vs. Cody Rhodes                          |
| 2024 (Dettagli) | 4 maggio 2024     | Décines-Charpieu | LDLC Arena              | Cody Rhodes vs. AJ Styles                             |
| 2025 (Dettagli) | 10 maggio 2024    | Saint Louis      | Enterprise Center       | John Cena vs. Randy Orton                             |